# Культура буддизма

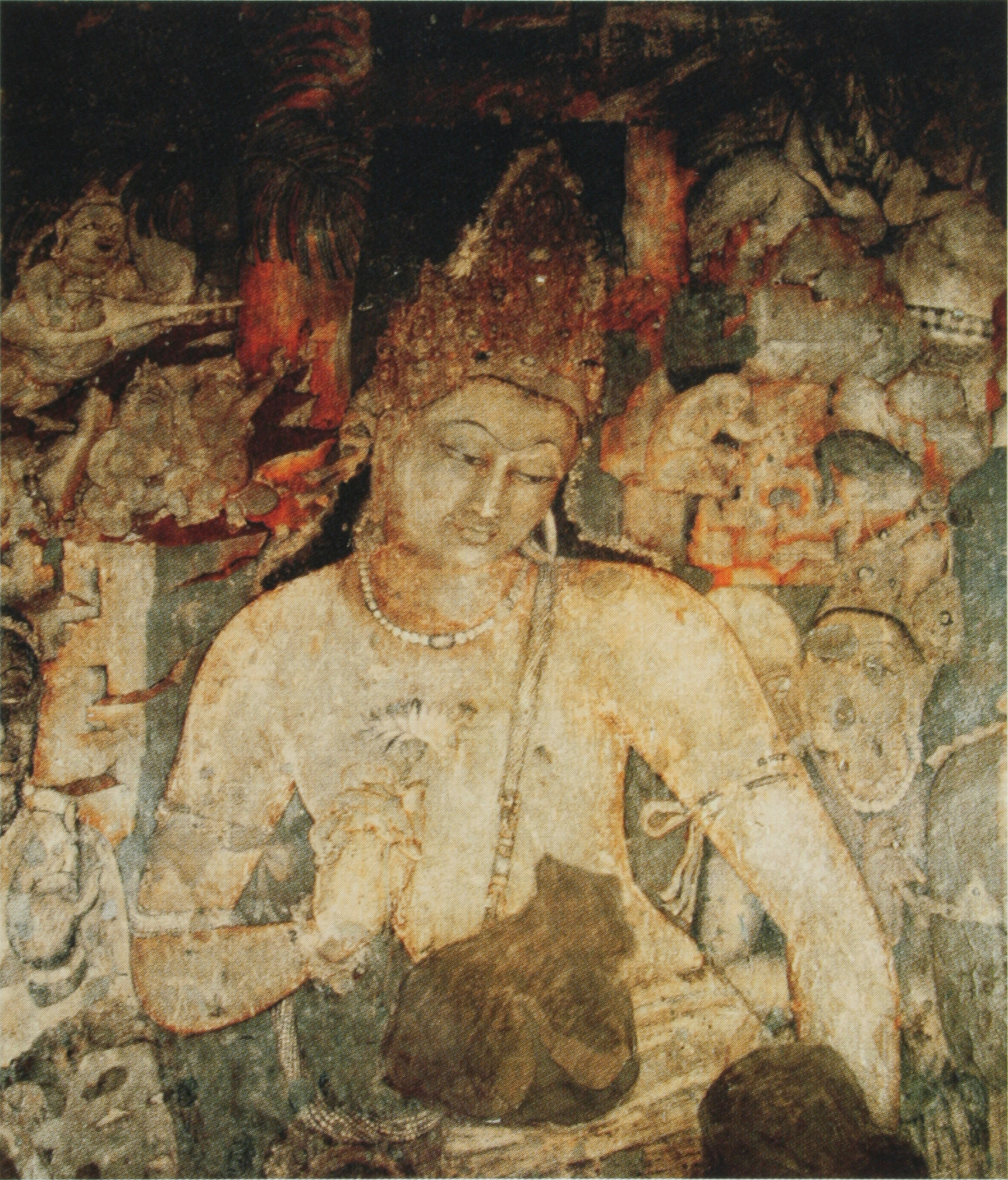

Будди́йская культу́ра — понятие, объединяющее буддийскую философию, буддийское искусство и буддийскую литературу.

## Буддийская философия
Будди́йская филосо́фия — система рационально обоснованных взглядов на мир, человека и познание, сложившаяся в рамках разных направлений и школ буддизма. Буддийская философия действует в том же проблемном поле, что и брахманское умозрение, пытаясь при этом переосмыслить его в собственных терминах; создаваемая буддийскими теоретиками философская реальность, в свою очередь, оказывает значительное влияние на развитие брахманистской мысли и в значительной степени определяет облик брахманских философских систем. Важнейшую роль в развитии буддийской философии сыграли хинаянские школы вайбхашика и саутрантика и махаянские мадхьямика и йогачара.
Основы буддийской философии — Учение о всеобщем изменении и непостоянстве, Теория взаимообусловленного возникновения (Пратитья-самутпада) и Теория несуществования души.
Е. А. Торчинов обращает внимание на то, что «строго говоря, буддисты отрицали не атман, а дживу (индивидуальную субстанциальную простую и вечную душу как психическую сущность), и их учение следовало бы назвать адживавадой. Но поскольку адживикой себя называла одна неортодоксальная школа, созданная Госалой и резко критиковавшаяся буддистами за её фатализм и моральный индифферентизм (адживики к тому же не столько отрицали душу, сколько говорили о её единосущности телу), буддисты предпочли говорить об отрицании идеи именно атмана».
Подводя итог своему учению, Будда сказал однажды; «И ранее и даже теперь я настаиваю на этом — страдание и прекращение страдания». Цитируя это изречение, Рис-Дэвидс говорит, что теория зависимого происхождения (в обоих её аспектах — объяснение мира и объяснение происхождения страдания) вместе с формулой восьмеричного пути достижения нирваны является «не только сущностью всего раннего буддизма, но также именно тем пунктом, относительно которого мы находим самые определённые и ясные утверждения Дхаммы как Дхаммы, приписываемые Гаутаме».

## Буддийское искусство
Буддийское искусство — историческое течение в искусстве, возникшее в Индии после жизни Сиддхартхи Гаутамы в VI—V веках до н. э. В результате контактов с разными азиатскими культурами, буддийское искусство эволюционировало и распространилось по всей Азии.
Буддийское искусство шло вслед за распространением и адаптацией дхармы, развиваясь в каждой новой буддийской стране. Его северная ветвь получила развитие в Центральной и Восточной Азии, в то время как южная ветвь процветала в Юго-Восточной Азии. В Индии буддийское искусство развивалось и процветало до X века, успев оказать влияние на формирование индуистского искусства, и исчезнув, когда буддизм был практически уничтожен у себя на родине вследствие вторжения мусульман и усиления позиций индуизма.

## Буддийская литература

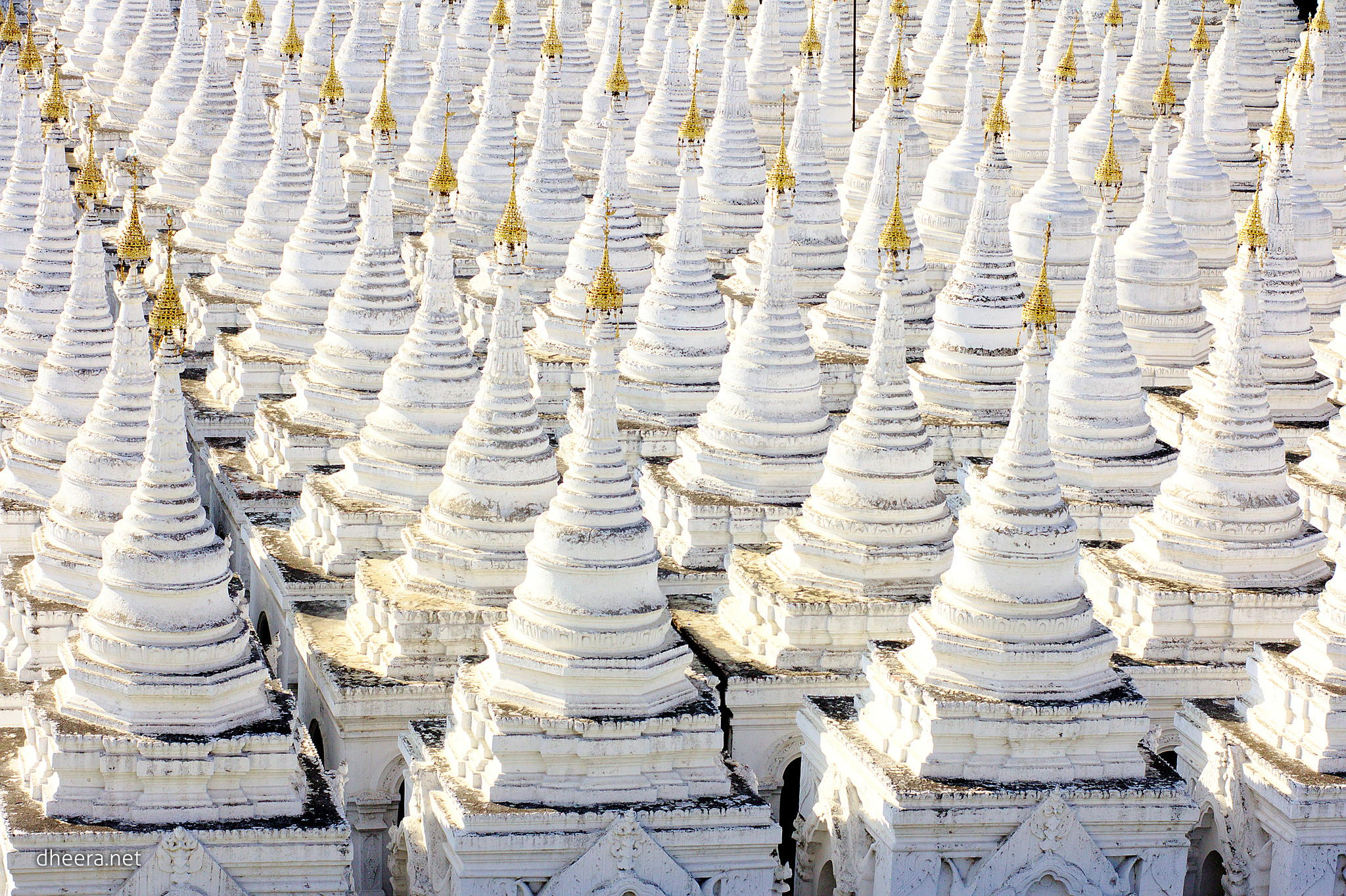
Высеченная на мраморе Типитака в Кутодо Пайя

Первоначальный буддийский канон был утрачен.
В настоящее время известно три варианта буддийского канона:
- Трипитака — канон на палийском языке. Почитается буддистами тхеравады Ланки, Бирмы (Мьянмы), Таиланда, Камбоджи и Лаоса;
- Сань цзан — Трипитака на китайском языке. Признается буддистами махаяны Китая, Кореи, Японии и Вьетнама;
- Ганджур — Трипитака на тибетском языке. Священна для народов Тибета, Бутана, Монголии, Бурятии, Калмыкии и Тувы.

Сочинения раннего буддизма были сохранены в первую очередь в каноне Трипитака на языке санскрит, и в аналогичном каноне Типитака на языке пали.
Учение Тхеравады опирается на палийский канон. Тхеравада и другие школы раннего буддизма считают, что каноны содержат непосредственные слова Будды. Ученые также считают, что некоторые фрагменты палийского канона и агамы могут содержать отрывки оригинального Учения (а может даже и реальные выражения) Будды. Но это не относится к более поздним Сутрам Махаяны. Писания раннего буддизма предшествуют работам Махаяны по хронологии и рассматриваются многими западными учеными как основной источник надежной информации, касающейся Учения Будды Шакьямуни.
Позже появился Канон махаяны, содержащий более 600 сутр по различным линиям передачи. Считается также, что этот канон содержит непосредственно слова Будды и бодхисаттв, традиция считает, что многие сутры передавались через нагов — мифических змей. Наиболее полный Канон махаяны имеется на китайском языке, хотя оригинальный канон был написан на языке санскрит, канон имеется также в переводе на тибетский язык.
Тибетский канон, принадлежащий к направлению Ваджраяна, помимо классических буддийских текстов раннего буддизма и махаяны содержит ещё и тантрические тексты и многочисленные комментарии.
Буддизм японской школы Сингон классифицирует тексты по отношению к манифестациям Будды (Трикая) — ранние тексты относятся к Нирманакае, сутры Экаяны — к Самбхогакае, а тексты Ваджраяны — к Дхармакае.